# La Rochette (Seine-et-Marne)
La Rochette ist eine französische Gemeinde mit 3919 Einwohnern (Stand: 1. Januar 2022) im Département Seine-et-Marne in der Region Île-de-France. Sie gehört zum Arrondissement Melun und zum Kanton Melun. Die Einwohner werden Rochettois genannt. 

## Geographie
La Rochette liegt an der Seine, 55 Kilometer südöstlich von Paris. Umgeben wird La Rochette von den Nachbargemeinden Melun im Norden, Vaux-le-Pénil im Nordosten, Livry-sur-Seine im Osten, Chartrettes und Bois-le-Roi im Südosten, Fontainebleau im Süden sowie Dammarie-les-Lys im Westen.

## Geschichte
La Rochette wird erstmals urkundlich 1047 erwähnt. Der Weinbau auf dem heutigen Gemeindegebiet ist bereits im 13. Jahrhundert bezeugt. 

### Bevölkerungsentwicklung
| 1962 | 1968 | 1975 | 1982 | 1990 | 1999 | 2006 | 2011 |
| ---- | ---- | ---- | ---- | ---- | ---- | ---- | ---- |
| 2903 | 2877 | 3096 | 2992 | 2861 | 2759 | 2930 | 3151 |

## Sehenswürdigkeiten
Siehe auch: Liste der Monuments historiques in La Rochette (Seine-et-Marne)
- Kirche Notre-Dame de la Visitation, im 13. Jahrhundert im gotischen Stil errichtet (mit einem Taufstein aus dem 12./13. Jahrhundert)
- Kirche Saint-Paul
- Schloss (Monument historique)
- Wald von Fontainebleau im Süden der Gemeinde

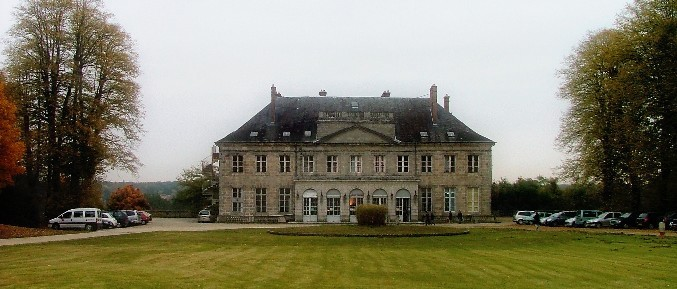
Schloss